# 湖广行都指挥使司
湖广行都指挥使司，明朝五个行都指挥使司之一。
成化十二年（1476年）十二月改均州置郧阳府，以湖广都司卫所改设置湖广行都指挥使司於此。卫所俱无实土，属于前军都督府。下设荆州卫、荆州左卫、荆州右卫、瞿塘卫、襄阳卫、襄阳护卫、安陆卫、郧阳卫、夷陵千户所、德安千户所、枝江千户所、长宁千户所、远安千户所、竹山千户所、均州千户所、房县千户所、忠州千户所、辽府仪卫司、襄府仪卫司、兴府仪卫司。